# Sophia von Minsk

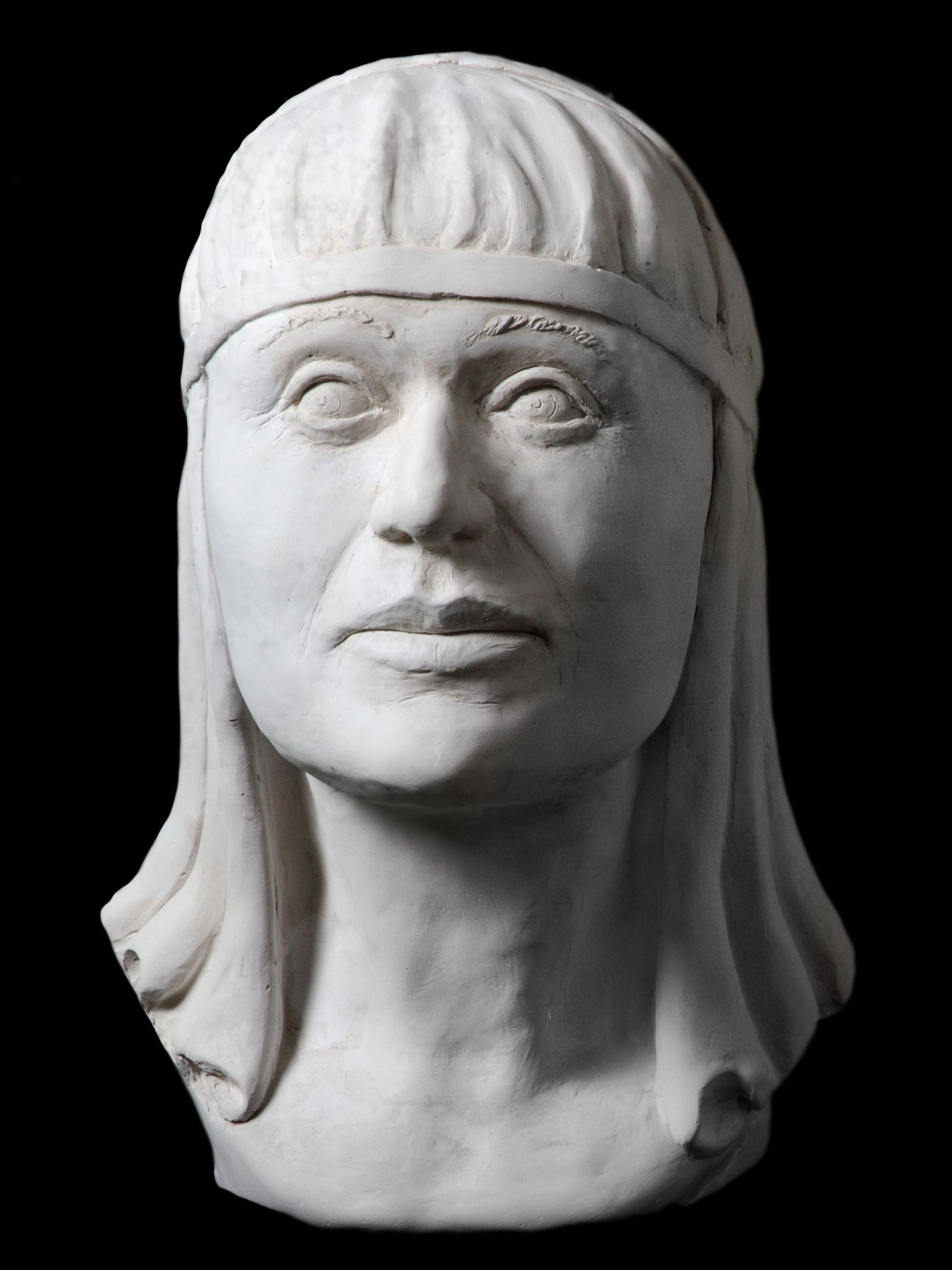
Sophia von Minsk – Rekonstruktion ihres Gesichtes auf Basis des 1855 von ihrem Schädel abgenommenen Gipsabgusses

Sophia von Minsk (auch Sophie von Nowgorod oder Sofia Wolodarowna Minskaja) (* um 1140; † 5. Mai 1198) war als Ehefrau von Waldemar I. von 1157 bis 1182 Königin von Dänemark.

## Leben

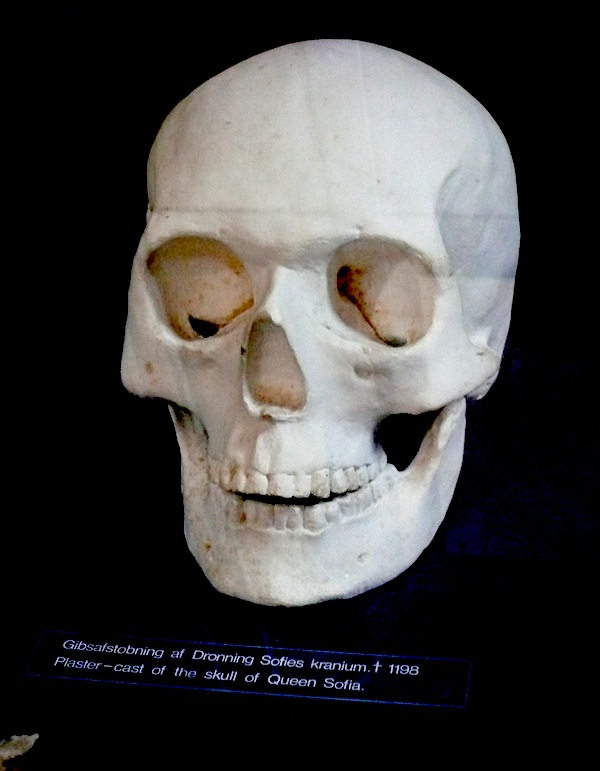
Schädel der Königin Sophia im Dänischen Nationalmuseum (Gipsabdruck)

Sophia war die Tochter der Rikissa von Polen, einer polnischen Königstochter aus dem Geschlecht der Piasten, und deren zweiten Ehemann Wladimir oder Wolodar von Minsk und Grodno aus dem Geschlecht der Rurikiden. Die Ehe wurde 1145 geschieden. Während Sophia mit ihrer Mutter nach Polen zurückkehrte, blieben ihre Brüder Wladimir (Wolodar) und Wisilko beim Vater zurück. Aus der ersten Ehe ihrer Mutter mit dem dänischen Prinzen und schwedischen König Magnus hatte sie einen Halbbruder, der 1146 als Knut V. König von Dänemark wurde.
1148 starb Ulvhild Håkonsdatter, die Frau von Sverker I. von Schweden, dem früheren Gegner von Rikissas erstem Mann. Mit ihm schloss Rikissa ihre dritte Ehe. Sophia begleitet ihre Mutter nach Schweden und wuchs am Hof ihres Stiefvaters auf. Dieser unterstützte die Thronansprüche von Rikissas ältestem Sohn in Dänemark, nahm ihn in Schweden auf, als er 1150 vor seinem Mitkönig Sven III. fliehen musste, und gab ihm seine Tochter Helena, Sophias Stiefschwester, zur Frau. Als Knut V. 1154 mit Unterstützung seines Cousins Waldemar, des Sohns von Knud Lavard, seinen Thron zurückerlangen konnte, wurde Sophia zur Festigung der Allianz mit Knuts neuem Mitkönig Waldemar I. verlobt.
Die Hochzeit fand erst statt, nachdem Knut V. von Sven III. ermordet worden und Waldemar nach dem Sieg über Sven III. am 23. Oktober 1157 Alleinherrscher von Dänemark geworden war. Der Sage nach ermordete sie Tove, Waldemars Geliebte und Mutter seines Sohnes Christoph, im Bad.
Nach Waldemars Tod warb der zehn Jahre jüngere Landgraf von Thüringen Ludwig III. um die dänische Königinwitwe. 1184 reiste Sophia mit großem Gefolge und von ihrem Sohn Knut VI. mit einer reichen Mitgift ausgestattet nach Thüringen. Doch Ludwig verstieß sie vor seinem Aufbruch zum Dritten Kreuzzug. Sophia kehrte nach Dänemark zurück, wo sie 1198 starb und in der Marienkirche (heute St. Bendt) in Ringsted neben Waldemar bestattet wurde.

## Nachkommen
Mit Waldemar I. hatte Sophia folgende Kinder:
- Sophia (* wohl 1159; † 1208)
  - ⚭ 1181 Siegfried III., Graf von Orlamünde († 1206)
- Knut VI. (* wohl 1162; † 1202),1182 König von Dänemark
  - ⚭ 1177 Gertrud von Sachsen, Tochter von Heinrich dem Löwen (Welfen)
- Margareta und Maria, um 1188 Nonnen in Roskilde
- Waldemar II. der Sieger (* 1170; † 1241), 1202 König von Dänemark
  - ⚭ I 1205 Dagmar (Margareta), Tochter von Ottokar I. Přemysl, König von Böhmen (Przemysliden)
  - ⚭ II 1214 Berengaria von Portugal; † 1221, Tochter von Sancho I., König von Portugal
- Ingeborg († 1237/38)
  - ⚭ 1193 Philipp Augustus, König von Frankreich; † 1223 (Stammliste der Kapetinger)
- Helena († 1233)
  - ⚭ 1202 Wilhelm, Herzog von Lüneburg († 1213) (Welfen)
- Rikissa von Dänemark (1174–1220)
  - ⚭ 1210 Erik X., 1208 König von Schweden († 1216)

Die Ehe mit Ludwig dem Frommen von Thüringen blieb kinderlos.